# Lars-Erik Spets
Lars-Erik Spets (* 2. April 1985 in Trondheim) ist ein ehemaliger norwegischer Eishockeyspieler, der im Laufe seiner Karriere vor allem beim Lillehammer IK, Lørenskog IK und Vålerenga Ishockey in der GET-ligaen aktiv war.

## Karriere
Spets begann seine Eishockeykarriere in der Jugend des norwegischen Erstligisten Lillehammer IK. Bereits im Alter von 17 Jahren debütierte er in der Profimannschaft, mit der er fortan in der höchsten norwegischen Spielklasse, der GET-ligaen, um die Punkte kämpfte. Der gelernte Stürmer wurde in seiner ersten Spielzeit für den IHK 30 Mal eingesetzt und konnte dabei 30 Scorerpunkte erzielen, sowie eine Plus/Minus-Statistik von +14 aufweisen. Nachdem er sich bei seinem Heimatverein zu einem der Leistungsträger entwickelte und seine Punkteausbeute kontinuierlich steigern konnte, schloss er sich zur Saison 2004/05 dem Ligakonkurrenten Trondheim IK an. Spets konnte sich erneut steigern und forcierte als bester Torschütze der GET-ligaen einen Wechsel in eine stärkere europäische Liga. 
Daraufhin wurden einige Klubs aus der Schwedischen Elitserien auf ihn aufmerksam. Schließlich waren es die Verantwortlichen des Brynäs IF, die ihn von einem Engagement in Schweden überzeugen konnten. Seine erste Spielzeit dort verlief dagegen nicht sehr erfolgreich. Er absolvierte insgesamt 50 Spiele für seinen neuen Arbeitgeber und konnte dabei lediglich sieben Scorerpunkte erzielen. Auch seine Plus/Minus-Statistik fiel mit −10 eher unglücklich aus. Spets war daraufhin vereinzelt auch für das U-20-Team des Vereins aktiv. Zum Ende der Spielzeit 2007/08 unterschrieb Spets einen Vertrag bei den Füchsen Duisburg aus der Deutschen Eishockey Liga. Zu Beginn der folgenden Saison wurde Spets nicht mehr für den Kader der Füchse lizenziert. 
Im Sommer 2008 wechselte er zurück in seine norwegische Heimat und schloss sich dort dem Rekordmeister Vålerenga Ishockey an, mit dem er 2009 erstmals in seiner Laufbahn den norwegischen Meistertitel gewann und 2010 Vizemeister wurde. In beiden Spielzeiten konnte er sich auch persönlich auszeichnen. In der Saison 2008/09 wurde er zum Playoff-MVP gewählt und 2010 wies er die beste Plus/Minus-Bilanz der GET-ligaen auf. Zwischen 2010 und 2017 stand der Nationalspieler für den Lørenskog IK auf dem Eis. 

### International
Für Norwegen nahm Spets im Juniorenbereich an der U18-Junioren-Weltmeisterschaft 2002, der U18-Junioren-B-Weltmeisterschaft 2003 sowie den U20-Junioren-B-Weltmeisterschaften 2003, 2004 und 2005 teil. Im Seniorenbereich stand er im Aufgebot seines Landes bei der B-Weltmeisterschaft 2005 sowie den A-Weltmeisterschaften 2006, 2007, 2008, 2009, 2010 und 2011. Zudem trat er für Norwegen bei den Olympischen Winterspielen 2010 in Vancouver an. 

## Erfolge und Auszeichnungen
- 2005 Bester Torschütze der GET-ligaen
- 2005 Norwegisches All-Star Team
- 2009 Norwegischer Meister mit Vålerenga Ishockey
- 2009 GET-ligaen Playoff-MVP
- 2010 Norwegischer Vizemeister mit Vålerenga Ishockey
- 2010 Beste Plus/Minus-Bilanz der GET-ligaen

### International
- 2003 Aufstieg in die Top-Division bei der Weltmeisterschaft der U18-Junioren der Division I
- 2005 Aufstieg in die Top-Division bei der Weltmeisterschaft der U20-Junioren der Division I
- 2005 Aufstieg in die Top-Division bei der Weltmeisterschaft der Division I

## Statistik
(Stand: Ende der Saison 2010/11)